# Can Royo (la Torre de Claramunt)
Can Royo és una obra de la Torre de Claramunt (Anoia) inclosa a l'Inventari del Patrimoni Arquitectònic de Catalunya.

## Descripció
El conjunt del molí paperer està format per diferents estructures de planta rectangular i de tres pisos amb les típiques "ventanas".
Cal destacar que la part que destaca, amb l'entrada amb portal adovellat i data es el cos mes alt de tots.
Els sostres son a dues vessants.

## Història
S.XVIII segons consta a la porta: 1780 inscrit damunt d'un cort.